# Right Here in My Arms
"Right Here in My Arms" je pjesma finskog sastava HIM. Objavljena je 6. ožujka 2000. godine kao drugi singl s albuma Razorblade Romance, gdje je četvrta pjesma po redu. Pjesmu je napisao Ville Valo, a producirao ju je John Fryer.

## Popis pjesama
Njemački CD singl
1. "Right Here in My Arms" (radio verzija)
2. "Join Me in Death" (Razorblade Mix)
3. "The Heartless" (Space Jazz Dubman Mix)
4. "I've Crossed Oceans of Wine to Find You" *

* Samo limitirano izdanje
Finski CD singl
1. "Right Here in My Arms" (radio verzija)
2. "Join Me in Death" (Razorblade Mix)

Maksi singl
1. "I've Crossed Oceans Of Wine To Find You"
2. "Join Me in Death" (Razorblade Mix)
3. "Right Here In My Arms" (radio verzija)
4. "Right Here In My Arms" (video verzija)
5. "Sigillium Diaboli"
6. "The Heartless" (Space Jazz Dubman Mix)

## Ljestvice
| Ljestvica (2000.) | Najviša pozicija |
| ----------------- | ---------------- |
| Finska            | 1                |
| Njemačka          | 22               |
| Švicarska         | 45               |